# 21 avril 1920
Le mercredi 21 avril 1920 est le 112e jour de l'année 1920.

## Naissances
- André Duval (mort le 30 mars 2018), écrivain canadien
- Anselmo Duarte (mort le 7 novembre 2009), réalisateur brésilien
- Bob Moore (mort le 20 novembre 2001), animateur et artiste publicitaire
- Bruno Maderna (mort le 13 novembre 1973), compositeur, violoniste et chef d'orchestre
- Dante Troisi (mort le 2 janvier 1989), écrivain italien
- Edmond Dubrunfaut (mort le 13 juillet 2007), artiste belge
- Edmund Adamkiewicz (mort le 4 avril 1991), footballeur allemand
- Erik Jörgensen (mort le 9 juin 2005), athlète danois
- Hans Ørberg (mort le 17 février 2010), linguiste et professeur danois
- Henry Berger (mort le 25 avril 1996), personnalité politique française
- Marc Heyral (mort le 13 décembre 1989), compositeur de chansons
- Nelo Risi (mort le 17 septembre 2015), réalisateur et scénariste italien
- Pierre Petel (mort le 5 mai 1999), réalisateur, scénariste, et compositeur québécois
- Walter Feistritzer (mort en janvier 1981), joueur professionnel de hockey sur glace autrichien

## Décès
- Henry Mosler (né le 6 juin 1841), artiste américain
- Philippe Lauzun (né le 21 janvier 1847), écrivain français